# Karel Vilém Šimeček z Cejnova
Karel Vilém Šimeček z Cejnova (kol. 1626 Litoměřice – 11. dubna 1693 Litoměřice) byl litoměřický měšťan, sídelní kanovník litoměřické kapituly.

## Život
Šimeček sám sebe, v zakládací listině cejnoviánského kanonikátu, označuje jako „patrius Litomericensis“, tedy jako litoměřický rodák. Litoměřické kapitule u sv. Štěpána daroval zvláštní listinou svůj dům a pozemky za podmínky, že držitel kanonikátu (tzv. kanonikát ceinoviánský) má být Čech a má povinnost v katedrále sv. Štěpána kázat česky. Stal se pak prvním držitelem tohoto nového kanonikátu v roce 1664. Zemřel údajně ve věku 67 let. Pohřben v litoměřické katedrále v kryptě u oltáře Panny Marie Bolestné.